# Michael Goolaerts
Michael Goolaerts (Lier, Bélgica, 24 de julio de 1994-Lille, Francia, 8 de abril de 2018) fue un ciclista belga. Su último equipo fue el Vérandas Willems-Crelan. El 8 de abril de 2018 a las 22:40 falleció debido a un paro cardíaco sufrido horas antes en una caída durante la París-Roubaix.

## Biografía
Goolaerts nació en Lier y creció en Hallaar, Heist-op-den-Berg, donde se convirtió en miembro del Balen Bicycle Club. Ganó el título provincial de contrarreloj individual de Amberes en la categoría novatos en 2010. También ganó el campeonato de contrarreloj individual en la categoría juniors en 2011. En 2012, ganó el título belga de persecución por equipos con los juveniles.
Goolaerts firmó su primer contrato profesional con el Lotto Soudal como stagiaire, comenzando el 1 de agosto de 2016, antes de firmar con el equipo  Professional Continental Vérandas Willems-Crelan para la temporada 2017. Hizo su debut en la Estrella de Bessèges, y terminó entre los 10 primeros en el GP Briek Schotte. Al comienzo de la temporada 2018 quedó noveno en la Dwars door West-Vlaanderen y estuvo en la escapada en el Tour de Flandes.

## Muerte
El 8 de abril de 2018 participó en su primera París-Roubaix. En el tercer sector empedrado de Saint-Python, después de 109 km de carrera, se estrelló, sufriendo un paro cardiorrespiratorio, y cayendo inconsciente en el suelo. Fue reanimado por paramédicos y trasladado en helicóptero al CHRU-Hospital en Lille, donde murió más tarde esa noche.

## Palmarés
2016
- 1 etapa del Tour de Loir-et-Cher